# Qui-quadrado
A distribuição  χ2 ou qui-quadrado é uma das distribuições mais utilizadas em estatística inferencial, principalmente para realizar testes de χ2. Este teste serve para avaliar quantitativamente a relação entre o resultado de um experimento e a distribuição esperada para o fenômeno. Isto é, ele nos diz com quanta certeza os valores observados podem ser aceitos como regidos pela teoria em questão. Muitos outros testes de hipótese usam, também, a distribuição χ2.

## Teste deχ2
Dado um experimento onde foram realizadas N medidas de uma variável aleatória X. Em cada medida, a variável X assume os valores x1, x2, ...,xN. Gostaríamos de testar se a distribuição experimental dos valores x1, x2, ..., xk, ..., xN é consistente com a distribuição esperada para o fenômeno, f(X). Em outras palavras, temos que avaliar como esperaríamos que as N medidas estivessem distribuídas e então comparar com a distribuição observada. Primeiramente, em geral x é uma variável contínua, de forma que não podemos nos referir ao valor esperado de medidas com um único valor de x (se x for contínuo, a probabilidade de X assumir um exato valor é zero). Logo, precisamos definir intervalos a ≤ x ≤ b e calcular o número esperado de medidas que devem estar dentro de cada intervalo j, em que j = 1, 2, …, n e n é o número de intervalos definidos. O número de medidas esperadas para o intervalo j, Ej, será, então,
{\displaystyle E_{j}=NPr_{j}},
onde Prj é a probabilidade de X assumir um valor dentro do intervalo j. Essa probabilidade obviamente depende da distribuição f(X) e é normalizada:
{\displaystyle \sum _{j}Pr_{j}=1.}
É natural analisar a diferença entre o número de amostras observadas dentro de cada intervalo, Oj, e o número esperado:
{\displaystyle O_{j}-E_{j}},
de forma que quanto menor forem estes valores, melhores serão as chances de nossa hipótese para f(X) ser verdadeira. Porém, não podemos esperar que os dois valores Oj e Ej coincidam perfeitamente para qualquer número finito de medidas que realizarmos. Na verdade, se imaginarmos uma situação onde realizamos o procedimento de contar o número Oj muitas vezes, esperamos que a média de Oj seja Ej, com um desvio padrão σj=Ej1/2. Logo, esperamos que
{\displaystyle {\frac {O_{j}-E_{j}}{\sigma _{j}}}}
seja da ordem de unidade, se nossa hipótese for verdadeira. Definimos, portanto, a variável χk2, com k graus de liberdade estatísticos, como sendo
{\displaystyle \chi _{k}^{2}\equiv \sum _{j=1}^{n}{\frac {(O_{j}-E_{j})^{2}}{E_{j}}},}
indicando o quanto as distribuições experimental e teórica são parecidas. Se χ2 ≤ n, há uma boa concordância entre as distribuições, e se χ2 >> n é bem provável que a hipótese para f(X) seja falsa. Os graus de liberdade k são definidos como a diferença entre o número de medidas realizadas e o número de restrições feitas aos valores das medidas.
É possível estudar as discrepâncias em experimentos que envolvam duas variáveis, em diferentes níveis. Os valores observados podem ser anotados em um quadro da seguinte forma:
| Variável X | Variável Y | Variável Y | Variável Y | Variável Y | Total |
| Variável X | Y1         | Y2         | ...        | Ym         | Total |
| ---------- | ---------- | ---------- | ---------- | ---------- | ----- |
| X1         | O11        | O12        | ...        | O1m        | L1    |
| X2         | O21        | O22        | ...        | O2m        | L2    |
| ...        | ...        | ...        | ...        | ...        | ...   |
| Xn         | On1        | On2        | ...        | Onm        | Lm    |
| Total      | C1         | C2         | ...        | Cn         | T     |

O objetivo é observar o nível de relação existente entre as variáveis estudadas. Nesse caso, a estatística de teste é dado por: 
{\displaystyle \chi _{k}^{2}\equiv \sum _{i=1}^{m}\sum _{j=1}^{n}{\frac {(O_{ij}-E_{ij})^{2}}{E_{ij}}},}
onde as frequências esperadas são dadas por:
{\displaystyle E_{ij}={\frac {L_{i}C_{j}}{T}}}

## Distribuiçãoχ2
A probabilidade da distribuição qui quadrado não é simétrica como a da distribuição normal. Dessa forma, para aumentar seu estado de simetria, é necessário aumentar o seu grau de liberdade, portanto a relação entre simetria e grau de liberdade é diretamente proporcional.

Demonstração de como a simetria cresce conforme o grau de liberdade aumenta nas distribuições qui quadrado.

A variável {\displaystyle \chi _{k}^{2}}, por si só, apresenta uma função densidade de probabilidade. Esta função apresenta qual a probabilidade de a variável {\displaystyle \chi _{k}^{2}} assumir um valor entre {\displaystyle \chi _{k}^{2}} e {\displaystyle \chi _{k}^{2}+d\chi _{k}^{2}}, e é dada por:
{\displaystyle f(\chi _{k}^{2})={\frac {1}{2^{k/2}\Gamma (k/2)}}(\chi _{k}^{2})^{k/2-1}e^{-\chi _{k}^{2}/2}.}
Exemplos desta função para diversos k estão plotados na figura ao lado.
Em posse desta expressão, pode-se calcular a probabilidade de, num teste de χ2, obter-se um valor igual ou maior ao valor encontrado, {\displaystyle (\chi ^{2})'}, calculando a integral
{\displaystyle \int _{(\chi ^{2})'}^{\infty }f(\chi ^{2})\,d\chi ^{2}.}
Desta forma, encontramos um modo quantitativo para determinar a concordância entre distribuição experimental e teórica. Em geral, para evitar o cálculo desta integral, se recorre a tabelas que apresentam os valores das probabilidades para cada intervalo de confiança e para cada grau de liberdade.
É interessante analisar que a média da distribuição χ2 é k. Isto é se repetirmos o teste de χ2 muitas vezes (para várias medidas coletadas diferentes), esperamos que a média dos valores de χ2 encontrados tenda para o número de graus de liberdade estatísticos.
A distribuição qui-quadrado pode ser simulada a partir da distribuição normal. Por definição, se {\displaystyle Z_{1},Z_{2},\ldots Z_{k}\,} forem k distribuições normais padronizadas (ou seja, média 0 e desvio padrão 1) independentes, então a soma de seus quadrados é uma distribuição qui-quadrado com k graus de liberdade:
{\displaystyle \chi _{k}^{2}=Z_{1}^{2}+Z_{2}^{2}+\ldots +Z_{k}^{2}\,}
a definição é que a soma de duas qui-quadrado independentes também é uma qui-quadrado:
{\displaystyle \chi _{a}^{2}+\chi _{b}^{2}=\chi _{a+b}^{2}.}

## Exemplo[carecede fontes?]
Podemos aplicar o teste de χ2 para analisar quão boa é a concordância entre um conjunto de medidas {\displaystyle (x_{i},y_{i})} e a relação esperada {\displaystyle y=y(x)}.
Por exemplo, suponhamos que desejamos testar a hipótese de que a trajetória do lançamento de um projétil é uma parábola. O projétil sairá de uma altura de {\displaystyle h=100m}, com uma velocidade inicial horizontal de {\displaystyle v_{i}=100m/s} e num local onde a gravidade vale {\displaystyle g=9.8m/s^{2}}. Esperamos, portanto, que a altura do projétil em função da sua distância em relação ao ponto de partida seja:
{\displaystyle y(x)=h-{\frac {g}{2v_{i}^{2}}}x^{2}.}
Para testar a hipótese, fazemos 10 medidas de x e de y em tempos específicos. A tabela abaixo mostra os valores encontrados.
| i  | (×i,yi)  |
| -- | -------- |
| 1  | (50,98)  |
| 2  | (80,95)  |
| 3  | (110,92) |
| 4  | (140,90) |
| 5  | (170,85) |
| 6  | (200,80) |
| 7  | (230,72) |
| 8  | (260,62) |
| 9  | (290,53) |
| 10 | (320,40) |

Para os valores encontrados, a incerteza na medida de x é desprezível e a de y é {\displaystyle \sigma =3}. Como não calculamos nenhum parâmetro a partir dos valores medidos, o número de graus de liberdade é o mesmo do número de medidas, 10. Com estes valores, podemos calcular o valor de χ2:
{\displaystyle \chi _{10}^{2}=\sum _{i=1}^{10}{\frac {(y_{i}-y(x_{i}))^{2}}{\sigma ^{2}}}=20,24,}
ou, ainda:
{\displaystyle {\frac {\chi _{10}^{2}}{k}}=2,024.}
De posse do valor "normalizado" de {\displaystyle \chi ^{2}}, podemos usar uma tabela para descobrir a probabilidade de se obter este valor ou mais, e assim saber com quanta certeza podemos dizer que os valores encontradas realmente estão distribuídos como esperado. Neste caso, para 10 graus de liberdade:
{\displaystyle Pr(\chi _{10}^{2}\geq 2,024)=2,9\%.}
O que descobrimos foi que a probabilidade de que as medidas obtidas realmente estejam sendo governadas pela lei prevista é de apenas 2,9%, ou seja, deveríamos rejeitar esta hipótese. Isto é, temos apenas 2,9% de certeza que a trajetória do projétil foi realmente uma parábola e que os grandes desvios observados foram apenas flutuações estatísticas.
Poderíamos ter avaliado a concordância experimental com a teórica fazendo os gráficos e comparando-os "à olho". Teríamos visto que o projétil caiu bem antes do que o previsto, sugerindo que estejamos esquecendo fatores de resistência do ar (no modelo previsto, consideramos apenas a força da gravidade, e ignoramos qualquer atrito que pudesse haver entre ar e projétil, que de fato existe, principalmente para velocidades grandes como 100 m/s).

## Distribuições relacionadas
- Se U for uma distribuição uniforme no intervalo (0,1), então -2 log U é uma distribuição qui-quadrado com 2 graus de liberdade.

## Nomenclatura
O símbolo χ2, a segunda potência de χ (ou {\displaystyle \chi }), envolve a forma minúscula de letra do alfabeto grego chamada qui (também chamada, menos frequentemente, chi em português).
Devido a semelhança da letra grega com a letra xis x do alfabeto latino é comum a ocorrência de confusões, motivo pelo qual alguns autores optam por utilizar o nome da letra por extenso, em expressões como qui-quadrado.
Essa é a forma recomendada pelo Glossário Inglês-Português de Estatística da Sociedade Portuguesa de Estatística e da Associação Brasileira de Estatística.